# Iván Savitski
Iván Savitski (Grozny, 6 de marzo de 1992) es un ciclista ruso que fue profesional desde 2012 hasta 2017.

## Palmarés
2015
- 2 etapas del Gran Premio de Sochi
- 1 etapa del Tour de Kuban
- Vuelta a Serbia, más 3 etapas
- 1 etapa de la Vuelta al Lago Qinghai

2017
- 1 etapa del Tour de Eslovaquia

## Resultados en Grandes Vueltas y Campeonatos del Mundo
| Carrera         | Carrera         | 2012 | 2013 | 2014 | 2015 | 2016  | 2017 |
| --------------- | --------------- | ---- | ---- | ---- | ---- | ----- | ---- |
|                 | Giro de Italia  | —    | —    | —    | —    | 104.º | Ab.  |
|                 | Tour de Francia | —    | —    | —    | —    | —     | —    |
|                 | Vuelta a España | —    | —    | —    | —    | —     | —    |
| Mundial en Ruta | Mundial en Ruta | —    | —    | —    | —    | —     | Ab.  |

—: no participa

Ab.: abandono